# Wapen van waterschap Bijlmer

Wapen van het waterschap

Het wapen van het Waterschap Bijlmer werd op 7 juli 1967 per Koninklijk Besluit aan het waterschap Bijlmer verleend. Het wapen bleef tot 1979 in gebruik, dat jaar ging het waterschap op in het nieuw ontstane waterschap Drecht en Vecht. Uit het wapen van Bijlmer is onder meer het eerste kwartier overgenomen.

## Blazoenering
De blazoenering van het wapen luidde als volgt:
Doorsneden; I gedeeld; a. gedwarsbalkt van acht stukken goud en sabel, waaroverheen een van zilver en keel geschakeerd St. Andrieskruis; b. In keel drie in elkaar gevlochten vissen van zilver, de top van deze driehoekige figuur naar boven gericht; II in krukkenvair van sabel en zilver een paal van goud, beladen met een afgewende reiger van sabel, gebekt en gepoot van keel. Het schild gedekt met een gouden kroon van drie bladeren en twee paarlen.
Het wapen is opgedeeld in twee horizontale helften. De bovenste helft is zelf gedeeld. In het eerste deel acht gouden en zwarte dwarsbalken, met daar overheen een schuinkruis bestaande uit zilveren en rode blokken (gelijk aan een schaakbord). Het tweede deel is geheel rood van kleur met daarop drie zilveren vissen. Zij vormen samen een driehoek met de punt naar boven gericht. De onderste helft van het wapen is in zogenaamd krukkenvair, het is verdeeld in zwart en zilver. De "krukken" zijn afgeleid van het krukkenkruis. Over dit vair heen een gouden paal met daarin een zwarte reiger. Normaal gesproken mogen zilver en goud niet over elkaar heen geplaatst worden, maar omdat vair een kleur is, is het nu wel toegestaan. De reiger staat naar heraldisch links (voor de kijker rechts) gedraaid. De poten en snavel van de reiger zijn rood van kleur. Op het schild een gouden gravenkroon.

## Symboliek
Het wapen is gedeeltelijk gebaseerd op het wapen van de heren van Amstel. De heraldisch rechter helft van het bovenste deel is op hun wapen gebaseerd. In het onderste deel staat op een gouden paal een reiger, deze is afkomstig uit het wapen van Bijlmermeer. Het wapen van de heren van Amstel is later ook overgegaan in het wapen van Drecht en Vecht. Na een nieuwe fusie is het waterschap Amstel en Vecht ontstaan, deze heeft er echter voor gekozen om niet langer het wapen van de heren van Amstel te voeren. Dit geldt ook voor het krukkenvair en de reiger.

Het wapen van IJsselstein en de heren van Amstel
Het wapen van Bijlmermeer
Het wapen van Drecht en Vecht